# Elena Ilinoiu Codreanu
Elena Zelea Codreanu (nume la naștere Elena Ilinoiu, n. 2 decembrie 1902, Dedulești, județul Brăila, Regatul României – d. 5 septembrie 1994, București, România), a fost o membră a Mișcării Legionare și soția lui Corneliu Zelea Codreanu.
S-a căsătorit a doua oară, cu colonelul Constantin Praporgescu, fiul generalului David Praporgescu.

## Biografie
Elena Ilinoiu a fost fiica lui Constantin Ilinoiu, funcționar la Căile Ferate,  licențiată în litere și, în perioada studiilor, l-a cunoscut pe Corneliu Zelea Codreanu. Căsătoria a avut loc după achitarea lui Codreanu în procesul asasinării prefectului de poliție Manciu: căsătoria civilă a fost la Huși, iar cea religioasă a fost organizată la Focșani, în Crîngul Petrești, pe 14 iunie 1925, nuntă la care au asistat între 80.000 și 100.000 de persoane.
După asasinarea lui Codreanu în 1938, Elena Ilinoiu s-a ascuns în Ardeal împreună cu Cătălina, fetița adoptată de cuplul Codreanu, apoi a trecut în Cehoslovacia, la Praga și, cu sprijinul legionarilor aflați în Germania, s-a refugiat la Berlin.
În 1940, după ascensiunea la putere a Mișcării legionare, ea s-a întors în România și s-a stabilit în casa socrilor din Huși.
În primii ani după venirea la putere a regimului comunist, Elena Ilinoiu a fost obligată să restituie automobilul Buick care îi fusese pus la dispoziție de Ministerul Înzestrării Armatei, însă și-a putut păstra debitul de tutun. Câțiva ani mai târziu, i-a fost retrasă, în 1950, autorizația de funcționare a debitului de tabac, după care a devenit deținut politic, trecând prin închisorile de la Mislea, Târgșor, Arad, Oradea.
După eliberarea din închisoare a fost deportată, până în 1964, în Câmpia Bărăganului, la Lătești, unde își aveau domiciliu obligatoriu, printre alții, Ticu Dumitrescu, Adrian Marino, Paul Goma, Nicolae Balotă, Maria Antonescu (soția lui Ion Antonescu), Gheorghe Flondor și Nadia Russo.